# 多比理岐志麻流美神
多比理岐志麻流美神（たひりきしまるみ の かみ）為《古事記》之記載，祂是日本神話中的神祇。

## 概要

### 古事記之記載
據《古事記》上卷之記錄，大國主神娶八島牟遲能神（やしまむち の かみ）之女鳥耳神（とりみみ の かみ），生下鳥鳴海神（とりなるみ の かみ）。後者娶日名照額田毘道男伊許知邇神（ひなてりぬかたひちをいこちに の かみ），產下國忍富神（くにおしとみ の かみ）。後者娶葦那陀迦神（あしなたか の かみ，又名八河江比賣〔やかはえひめ〕），生下速甕之多氣佐波夜遲奴美神（はやみかのたけさはやちぬみ の かみ）。後者娶天之甕主神（あまのみかぬし の かみ）之女前玉比賣（さきたまひめ），生下甕主日子神（みかぬしひこ の かみ）。後者娶淤迦美神之女比那良志毘賣（ひならしひめ），生下多比理岐志麻流美神。此神娶比比羅木之其花麻豆美神（ひひらきのそのはなまつみ の かみ）之女活玉前玉比賣神（いくたまさきたまひめ の かみ），生子美呂浪神（みろなみ の かみ）。後者娶敷山主神（しきやまぬし の かみ）之女青沼馬沼押比賣（あをぬうまぬおしひめ），產下布忍富鳥鳴海神（ぬのおしとみとりなるみ の かみ）。後者娶若盡女神（わかつきめ の かみ），生下天日腹大科度美神（あまのひはらおほしなとみ の かみ）。後者娶天狹霧神（あまのさきり の かみ）之女遠津待根神（とほつまちね の かみ），生下遠津山岬多良斯神（とほつやまさきたらし の かみ）。

## 解說
神名裡的「多比理岐（たひりき）」為平坦之意，「志麻流美（しまるみ）」則可另寫成「島」、「海」，故含有平坦的島嶼及海洋之意。

## 信仰
日本祭祀多比理岐志麻流美神的神社主要有下列：
- 多理比理神社（廣島縣福山市）：八幡神社的式內社。

## 內部連結
- 大國主神